# Дом городских учреждений
Дом городски́х учрежде́ний (известен также как «Городско́й дом») — памятник архитектуры федерального значения, административное здание, расположенное в центре Санкт-Петербурга по адресам Садовая улица, 55—57 и Вознесенский проспект, 40—42. Дому присвоен двойной номер, поскольку он возводился на земле двух домовых участков. Архитектор — Александр Львович Лишневский, лепной декор исполнен в мастерских И. В. Жилкина и Н. И. Егорова. Построен в 1904—1906 годах для размещения в здании ряда городских учреждений. За время существования ни объёмно-пространственная структура, ни авторский декор фасадов не претерпели особо значимых изменений. Дом выполнен в смешанном стиле, отдельные элементы фасада относят к модерну, псевдоготике и другим стилистическим направлениям. В настоящее время (2012 год) в доме размещаются офисы разных организаций и городские учреждения, в том числе Государственный многофункциональный центр предоставления государственных услуг.

## Предыстория
В начале XIX века на месте существующего Дома городских учреждений располагалось 2 домовых участка.

### Садовая улица, 55

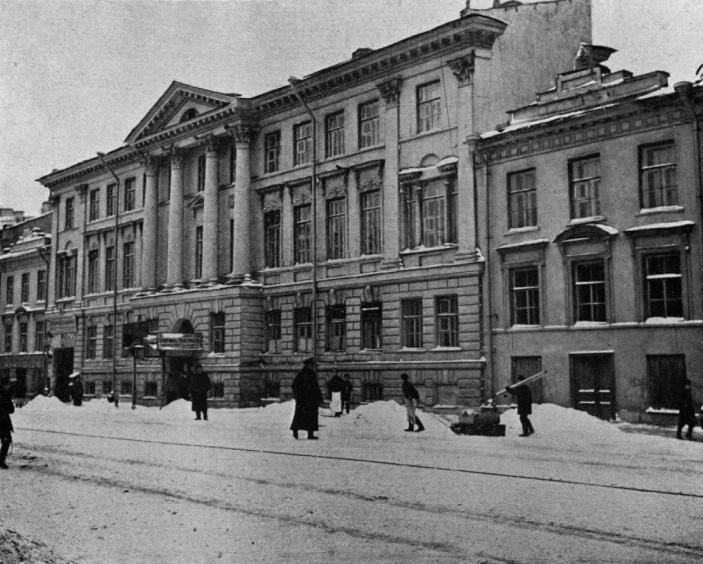
Здание по Садовой улице, 55 в 1890-е.

До 1815 года дом на месте нынешнего строения по адресу Садовая улица, 55 принадлежал титулярному советнику Ивану Петровичу Милову и значился за номером 216 в 3-м квартале 3-й Адмиралтейской части Санкт-Петербурга. Дом представлял собой трёхэтажное здание главного корпуса, к которому примыкали боковые флигели, не имевшие входа с улицы. Подвал здания был жилым, имелись парадный вход и 2 боковых проезда прямоугольной формы в центральной части фасада. Последний оформили четырёхколонным коринфским портиком, причём колонны поставили на уровне второго этажа, как и балкон с фигурной металлической оградой на всю ширину портика. Фасады первого этажа и подвала были рустованы, в то время как гладкие «в три оси» фасады флигелей увенчали ступенчатыми аттиками.
В 1826 году Санкт-Петербургское Городское Общество выкупило у Баташовой (вдовы коллежского асессора Баташова) дом № 216. С 1863 в этом доме разместились Общее присутствие и Первый департамент Управы благочиния. После упразднения последнего учреждения перед властями города встал вопрос об использовании освободившихся помещений. Одно время здесь частично располагалась канцелярия градоначальника, а в поперечном дворовом флигеле и некоторых помещениях, выходящих на Вознесенский проспект — полицейский архив, а также квартиры для чиновников, работавших в этом архиве. В конце 1877 года на третьем этаже флигеля по Вознесенскому проспекту разместилась временная больница для больных сифилисом на 50 коек и оспопрививательный пункт.
В 1879 году в доме после капитального ремонта согласно распоряжению Санкт-Петербургской городской думы разместились Сиротский суд и Адресная экспедиция. Последняя располагалась в доме до конца 1880-х, пока не была закрыта 17 марта 1887 года. На состояние 1890-х здание и боковые флигели несколько видоизменились: один из проездов замуровали, парадный вход оборудовали железным навесом, балкон демонтировали. В центральных частях флигелей сделали входы с улицы. В 1901 в доме разместился Городской родильный приют великой княгини Татьяны Николаевны.

### Садовая улица, 57
Уже в 1815 году угловой дом, построенный на том участке, где ныне располагается строение по адресу Садовая улица, 57, находился в собственности у титулярного советника Арсения Шабишева. Этот кирпичный трёхэтажный дом в классическом стиле обладал высокой крышей. Главный фасад, выходящий на Садовую улицу, обработали в виде ризалита, незначительно выступающего за линию фасада. Ризалит был увенчан фронтоном с полуциркульным (полукруглым) окном. На углу боковые фасады соединялись, и получался неширокий срезанный угол — «в три оси» фасад с главными входом и лестницей.
В период с начала 1880-х по 1894 год в этом здании располагался трактир «Одесса», вход в который был как раз с угла. Трактир принадлежал купцу Киржакову. К трактиру относились 2 кухни на первом этаже и 11 комнат на втором. Со стороны Вознесенского проспекта на втором этаже находилась кухмистерская Розенберга, тогда как на третьем — кухмистерская Гутмана. Кроме того, помещения второго и третьего этажей сдавались по найму. Первый этаж почти полностью был занят магазинами.

### Прочие строения
Кроме того, на состояние 1885 года на угловом участке стоял небольшой деревянный дом, известный тем, что именно в нём проводились собрания членов подпольного кружка, возглавляемого наборщиком А. М. Колодновым. Один из участников этих встреч, Михаил Степанович Александров, в будущем взял фамилию «Ольминский» и составил себе славу революционера, литератора, партийного деятеля.

## Строительство
В июне 1900 года наследники полковника Арсения Шабишева предложили Городской управе выкупить у них угловой дом по адресу Садовая улица, 57. Предложение было принято, и 16 мая 1901 года дом перешёл в городскую собственность. Между тем, дом по Садовой улице, 55 уже принадлежал городу. Санкт-Петербург начала XX века переживал строительный бум, городская застройка развивалась не только на вновь присоединённых территориях, но и на давно освоенных землях. На объединённых участках решили построить дом, в котором разместился бы ряд городских учреждений. Императорское Санкт-Петербургское общество архитекторов объявило конкурс на проект здания. Программа этого состязания и предложенные проекты были обнародованы в 1903 году в архитектурном журнале «Зодчий».
Победу одержал проект архитектора Александра Ивановича Дмитриева, второе место заняла разработка Александра Львовича Лишневского. Впрочем, несмотря на результаты конкурса, строительство решили начать как раз по замыслу Лишневского. Дело в том, что задумка А. И. Дмитриева предполагала неприемлемые для организаторов параметры здания: запланированная проектом высота превышала установленную в Санкт-Петербурге того времени норму 11 саженей. Приведение здания в соответствие с городскими законами — уменьшение проектной высоты — повлекло бы изменение пропорций и уменьшение объёмов строения. 31 мая 1904 года Городская дума утвердила проект, предложенный Александром Лишневским.

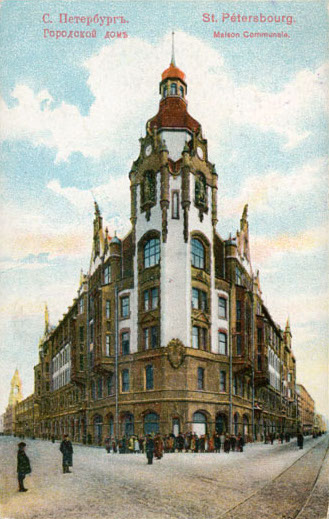
Дом Городских учреждений в 1910 году.

Строительство длилось 3 года и закончилось в 1907. Весной этого года, только что отстроенное здание посетили с экскурсией члены Санкт-Петербургского общества архитекторов. Отчёт об этом мероприятии вместе с фотографиями готового строения, а также исполнительные чертежи дома были особо опубликованы в журнале «Зодчий». Осенью того же года в ходе организованного Управой Санкт-Петербурга конкурса сравнивались архитектурные решения 30 последних столичных новостроек. В результате детального изучения этих зданий было принято решение отобрать и особо отметить 5 номинантов: особняки Кшесинской, И. Лидваль и Е. Зарудной-Кавос, Дом компании «Зингер» и Дом городских учреждений.

## Последующая история
После окончания строительства в новом здании в соответствие с проектной нагрузкой разместился ряд организаций и учреждений. Первый этаж и подвальные помещения предназначались для сдачи в аренду коммерсантам и устройства 22 магазинов. Второй этаж занимали: управление, центральное отделение и кладовая Санкт-Петербургского городского ломбарда; с окнами по Садовой улице — Санкт-Петербургское по воинской повинности присутствие (учреждение, где оформлялся призыв на воинскую службу и вёлся учёт офицерского состава). Третий и четвёртый этаж отводились для исполнительных комиссий городской Управы (с окнами по Вознесенскому проспекту): по водоснабжению, народному образованию, благотворительности, снабжению столицы и больничная комиссия; Санкт-Петербургского городского статистического отделения Управы с архивом и книжным складом; торговая депутация. Пятый этаж вмещал: занимавшие 12 классов и рекреационный зал городские народные училища (женское четырёхклассное и 2 двуклассных начальных); Городской музей; здесь же было и жильё для заведующей училищами. Кроме того, некоторые помещения на втором, третьем и четвёртом этажах занимали городская типография, которая обслуживала нужды Управы Санкт-Петербурга (к ней относились и некоторые комнаты в двором корпусе) и 6 из 60 существовавших в Санкт-Петербурге камер мировых судей.
При этом, в здании были устроены жестяная мастерская по изготовлению номерных знаков и квартиры для низшего обслуживающего учреждения персонала и лиц, занимавшихся эксплуатацией строения. Впоследствии интерьеры неоднократно меняли собственников и предназначение, однако функциональная нагрузка осталась примерно такой же, что и предполагаемая проектом.
Архитекторы-современники Лишневского высоко оценили внутреннюю планировку помещений, что было отражено в специально подготовленной публикации в профессиональном журнале «Зодчий». В частности, отдельно отметили устройство разместившейся типографии:
Удобно размещены отдельные части типографии, соединенные между собою лифтом и расположенные в порядке процесса работы: наборная в 4-м этаже, машинная в 3-м и брошюровочная во 2-м.
12 декабря 1908 по инициативе Общества архитекторов художников было принято «Положение о музее», в соответствии с которым в доме Павла Юльевича Сюзора по адресу Кадетская линия, 21 был заложен Музей Старого Петербурга. Практически одновременно с ним создали Музей Городской управы, разместившийся в Доме городских учреждений. Одним из основных различий двух коллекций было то, что Музей Старого Петербурга был открыт для публики, а Музей Городской управы — нет. Впрочем, в 1918 году на основе коллекции этих и некоторых других ведомственных музеев был создан Музей Города.

### Советский период
После Октябрьской революции функциональная нагрузка строения сохранилась на уровне, почти равном предусмотренному проектом Лишневского.
В советскую эпоху в бывшем доме городских учреждений в разное время помещались 32-я единая трудовая школа (Майорова проспект, 40), магазин № 3 1-й Государственной фабрики клеёнки и гранитоля (3-го июля улица, 55/57), вечерняя сменная школа № 105 Октябрьского района Ленинграда (Майорова проспект, 40). Долгие годы здесь размещался Октябрьский районный комитет Коммунистической партии Советского Союза и Исполнительный комитет районного Совета народных депутатов.

### Современность

Дом городских учреждений в 2006 году (до реставрации).

В середине 1990-х здание претерпело несколько реставраций. Качество проведённых работ оценивается как достойное, однако они не затрагивали памятник полностью и были скорее фрагментарными. К 2006 году состояние дома оценивалось как аварийное, в связи с чем в 2006—2007 годах была предпринята реставрация фасадов с воссозданием утраченных элементов по историческим материалам. Капитальный реставрационный ремонт (по сути — первый в истории сооружения) начался в июне 2007. Заказчиком выступило Санкт-Петербургское Государственное учреждение «Дирекция заказника по ремонтно-реставрационным работам на памятниках истории и культуры», описавшее круг работ в техническом задании как реставрацию фасадов с полным устранением разрушений и повреждений и восполнением ряда утраченных элементов. Подрядчик — ООО «Краски Города». Процесс реставрации продлился не более 2-х лет.
Реставрацией часов на угловой башне занимался субподрядчик — ООО «Матис». На начало работ по восстановлению часов большое число наружных элементов и частей часового механизма было безвозвратно утрачено или ощутимо повреждено, из-за чего приняли решение остатки часов демонтировать и отреставрировать в стационарных условиях. Причём ряд деталей пришлось создавать заново; в частности не был доподлинно известен первоначальный, авторский облик циферблата и стрелок часов. Реставраторы были вынуждены обращаться к архивным документам, фотографиям, записям, исследовать архитектурные аналоги. Помимо всего прочего, из соображений практичности пришлось отказаться от старых часовых механизмов в пользу современной электроники — более надёжной благодаря спутниковой корректировке. Часы бьют раз в полчаса. Регулярный бой, в том числе в ночное время, вызвал определённую полемику жителей домов округи с администрацией района. Впоследствии работа колокола по ночам была отменена. Примечательно, что общее количество ударов за сутки в период до отмены боя в ночное время достигало 78.
В 2009 году были восстановлены 3 фигуры совы, расположенные на щипцах фасадов. Скульптуры были восстановлены по фотографиям, слеплены, сформированы, изготовлены и установлены (наряду с архитектурными элементами чертополоха) архитектурно-художественной мастерской ПАНТЕОН. Непосредственно воссозданием сов занимались Павел Игнатьев и Денис Прасолов.
В настоящее время в доме размещаются разные учреждения и организации. Здесь расположены: отдел социальной защиты населения по Адмиралтейскому району, отделение федерального казначейства по Адмиралтейскому району, участки мировых судей Октябрьского судебного округа Петербурга, Межрайонная инспекция Федеральной налоговой службы России № 4 по Санкт-Петербургу, Адмиралтейский отдел экспресс-обслуживания населения центра занятости, Государственная административная техническая инспекция. Здесь же, размещается и офис районной ежемесячной бесплатной газеты «Коломна», выходящей тиражом 6 тысяч экземпляров, а также Санкт-Петербургское региональное отделение Либерально-демократической партии России (ЛДПР).
В апреле 2010 года в здании открылся Государственный многофункциональный центр предоставления государственных услуг, в соответствие с нуждами которого были приведены интерьеры дома: имеется гардероб, зал ожидания (с игровым помещением для детей и стойкой администратора), зал приема граждан, оборудованный 22 окнами для обслуживания граждан в порядке общей очереди, а также служебные помещения.

## Архитектурные особенности
Дом городских учреждений — пятиэтажное строение с подвалом и мансардами. Главный корпус дома городских учреждений выходит на Садовую улицу и Вознесенский проспект. Имеются также и дворовые корпуса. В общем и целом здание сохранило свой первоначальный облик (сооружения и корпуса во дворе — лишь частично) — в том числе благодаря реставрациям. В строении работал лифт. Особо примечательно оформление вестибюля.

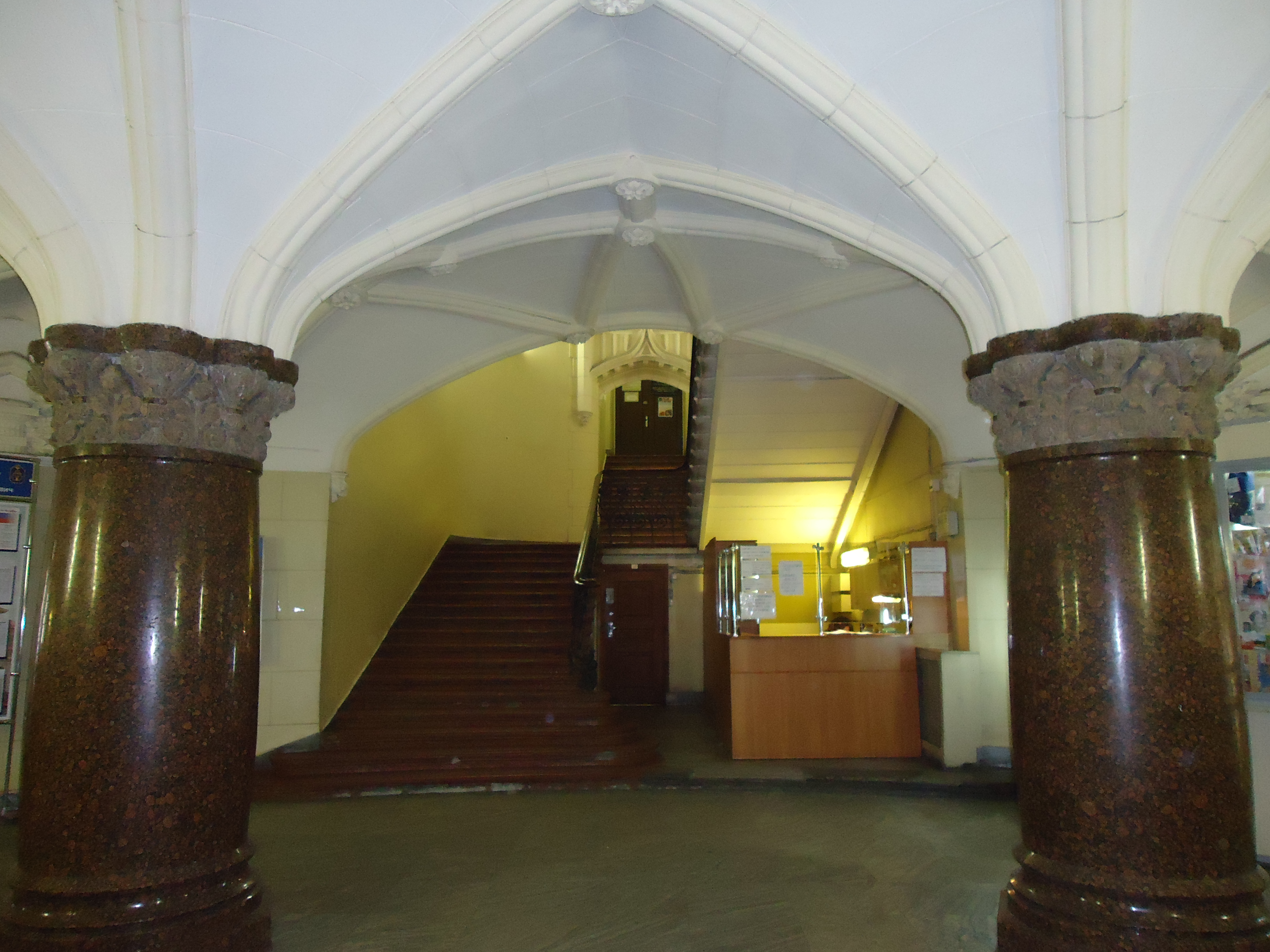
Вестибюль, вход на лестницу.

Фасады здания выполнены в стиле поздней эклектики — историзма, являются образцами явной ретроспекции, в связи с чем в архитектуре дома совмещаются элементы модерна, готики (в первую очередь — её английского направления, чем напоминает Центральный Универсальный Магазин в Москве, русской псевдоготики), немецкого ренессанса, используются мотивы средневекового зодчества. Тем не менее, несмотря на многочисленные стилизации, период, когда был возведён дом явно определяется. Декор представлен различными элементами: плетениями, фигурами грифонов, химер, сов (высота последних — 1,8 м), чертополоха (высотой и шириной в 1 м), пауков. Фасад акцентирован ритмичной чередой башенок, щипцов, эркеров, окон в стиле модерн.
Восстановленные в 2009 году «совы» изготовлены из искусственного камня и установлены на щипцах фасадов, причём одна из них — со стороны Садовой улицы, а две других обращены к Вознесенскому проспекту. Намеренно увеличенные до внушительных размеров фигуры сов обладают некоторым символическим значением и, несмотря на «загадочность» остальных элементов оформления, призваны символизировать мудрость и рассудительность. Павел Петрович Игнатьев, принявший участие в реставрации фигур, так отозвался об этой концепции:
Следящая огромными, видящими в темноте глазами за всем происходящим внизу, становится помощником городской власти.
На углу дома — высокая башня, выполненная в духе Средневековья. Дом предназначался для городских учреждений и потому было решено оформить его с отсылкой, намёком на европейские ратуши. Угловая башня — гранёная, со сложнофигурным абрисом, стоит при пересечении городских магистралей: Садовой улицы и Вознесенского проспекта. Будучи видной издалека в перспективах этих улиц фиксирует место их соединения, перекрёсток. Ранее в нишах башни были установлены статуи «Свобода» и «Труд», фасады оформлены скульптурными гербами Санкт-Петербурга. Несмотря на живописность фасадного декора, внутри комплекса всё функционально и рационально: двор по форме овальный, что, кстати, положительно повлияло на освещенность рабочих мест.
Угловая башня дома вписана в архитектурную концепцию округи, хоть и рассчитана на восприятие с определённого расстояния. Вознесенский проспект берёт начало у шпиля главного адмиралтейства, в связи с чем «адмиралтейской игле» вторят как угловая башня Дома городских учреждений, так и шпили и башенки домов на перекрёстках Вознесенского проспекта с рекой Фонтанкой и Измайловского проспекта с 7-й Красноармейской улицей. С башней Дома городских учреждений визуально связывается крупный барабан и вытянутый купол также углового доходного дома товарищества «Помещик», несколько удалённого от перекрёстка Садовой и Вознесенского (Измайловский проспект, 16).

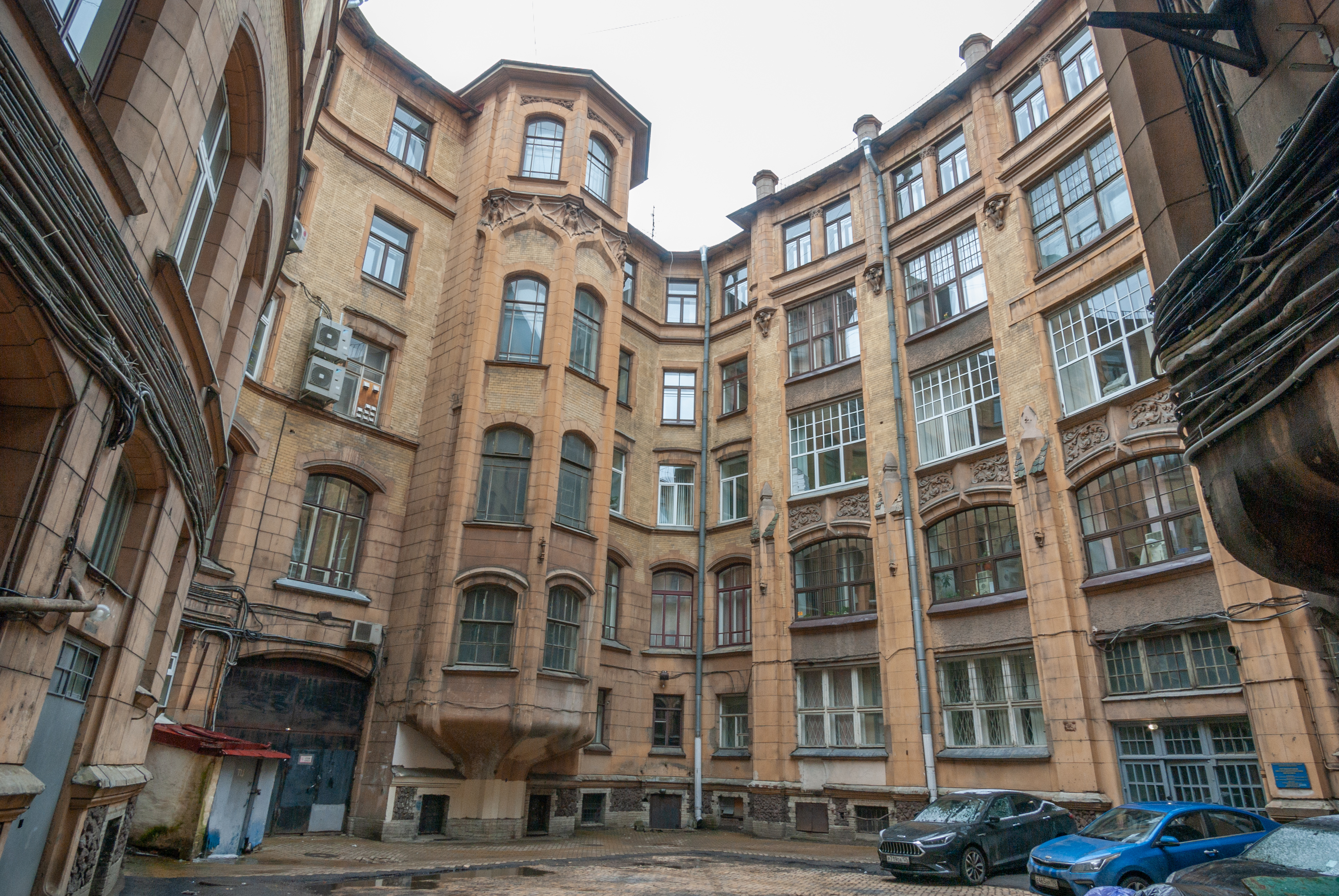
Вид со двора

«Непохожесть» и уникальность оформления фасадов Дома городских учреждений роднит его с другими проектами Александра Лишневского, такими, как дом на Пяти углах (Загородный проспект, 11; Рубинштейна улица, 40), доходные дома: Марголиных (Набережная реки Фонтанки, 131; Большая Подьяческая улица, 36) или самого Лишневского (Чкаловский проспект, 31; Всеволода Вишневского улица, 10; Плуталова улица, 2). Кроме того, Дом городских учреждений не включён в общую декоративную композицию перекрёстка, что также характерно для почерка Лишневского.